# Sarmiento (vid)
El sarmiento es el vástago o rama de la cepa de vid, de donde brotan las hojas, los zarcillos y los racimos. Los sarmientos, que brotan cada año del tronco, llevan todas las estructuras de crecimiento vegetal de la planta, es decir las hojas, los zarcillos, las yemas y las inflorescencias que se convertirán en racimos de uva una vez llegadas a su punto de madurez.
Sobre los sarmientos se efectúa la poda de la vid en invierno, llamada poda de invierno o poda en seco, para limitar su crecimiento y mejorar la producción cualitativa y cuantitativa de las uvas.

## Descripción y crecimiento
El sarmiento es el brote largo, delgado, flexible y nudoso que nace cada año de las yemas nacidas en maderas de un año o más.
Tras la aparición de los primeros brotes en primavera, llamada desborre, se desarrollan las hojas y la floración, y va creciendo el tallo joven y verde, o pámpano, a un ritmo de hasta cinco centímetros al día. En el verano, las inflorescencias de la vid maduran y se produce el agostamiento del pámpano, que pasa de ser un brote herbáceo a ser un órgano leñoso llamado sarmiento.
Tras la vendimia y la caída de las hojas, cuando la planta entra en receso invernal y minimiza su actividad, el sarmiento es sometido a la poda de invierno o poda en seco. Esta poda consiste en eliminar los sarmientos del año y dejar solo unos pocos debidamente podados, de los que brotarán los futuros pámpanos de la temporada siguiente. Según el tipo de poda elegido, los sarmientos adoptarán diferentes nombres:
- pitón o pulgar: cuando el corte de poda deja de una a tres yemas.
- cargador o vara: cuando el corte de poda deja de cuatro a doce yemas. El cargador suele nacer de un pitón del año anterior.

## Desarrollo fenológico del sarmiento

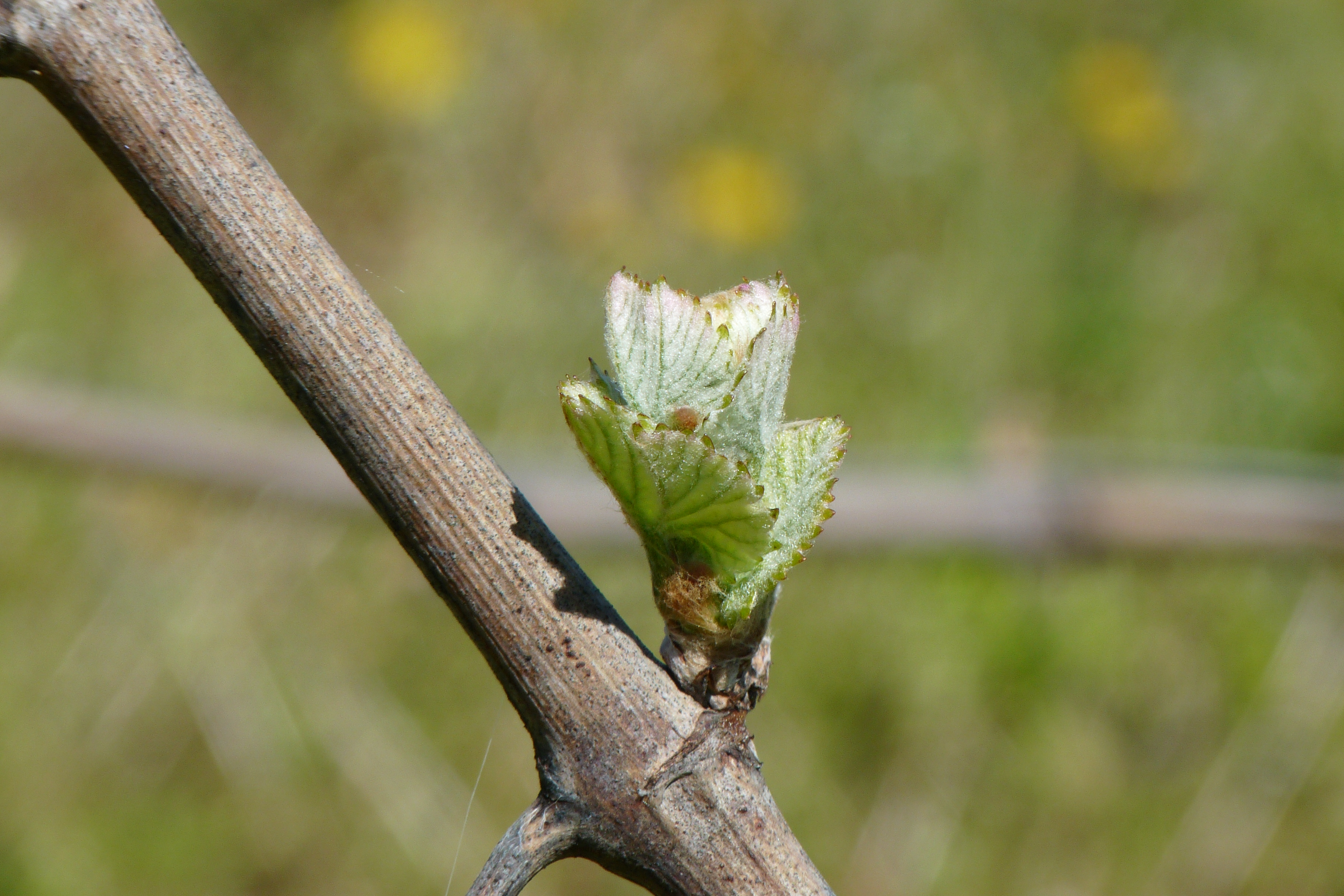
Desborre en primavera.
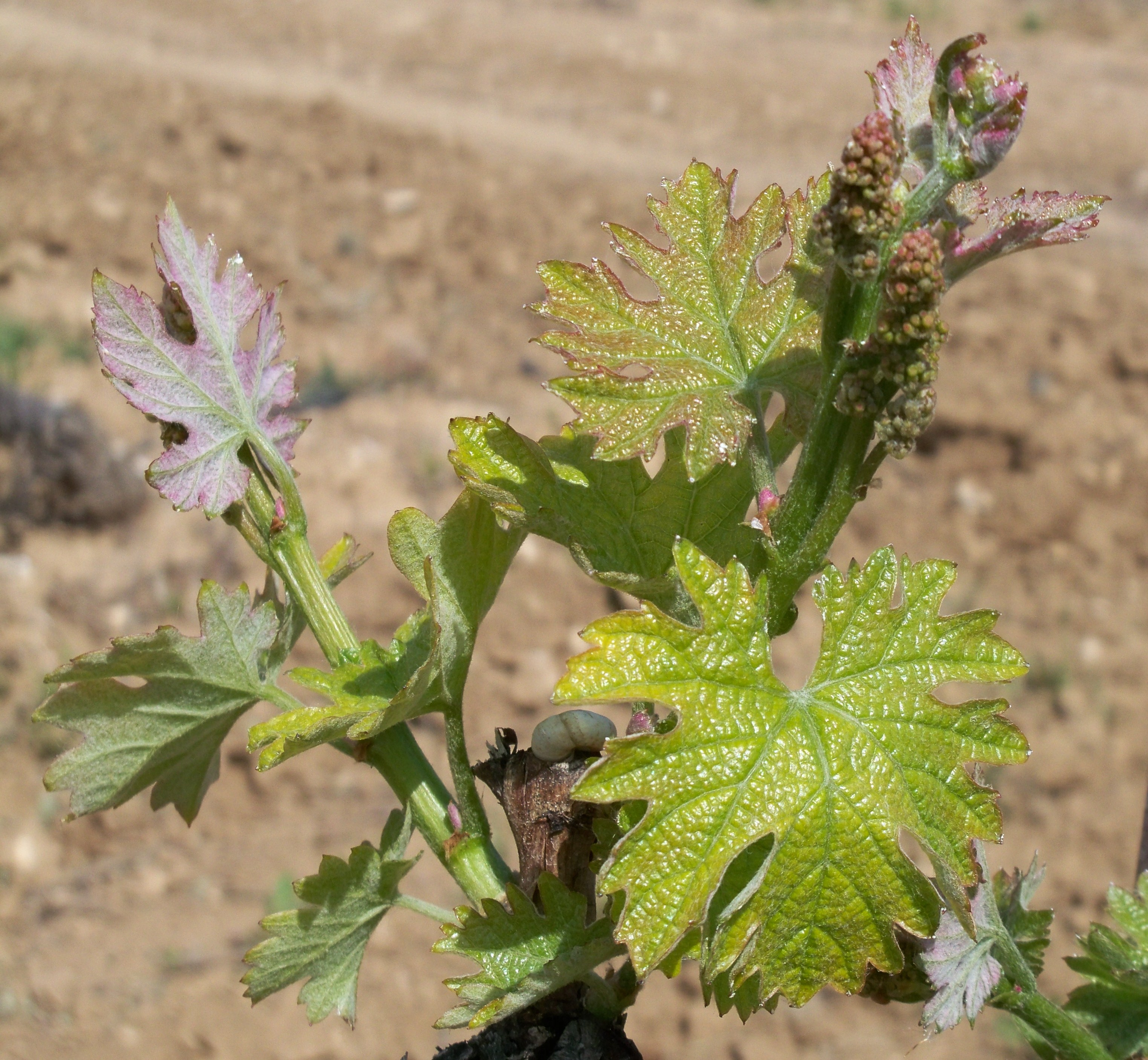
Aparición de las hojas e inflorescencia.
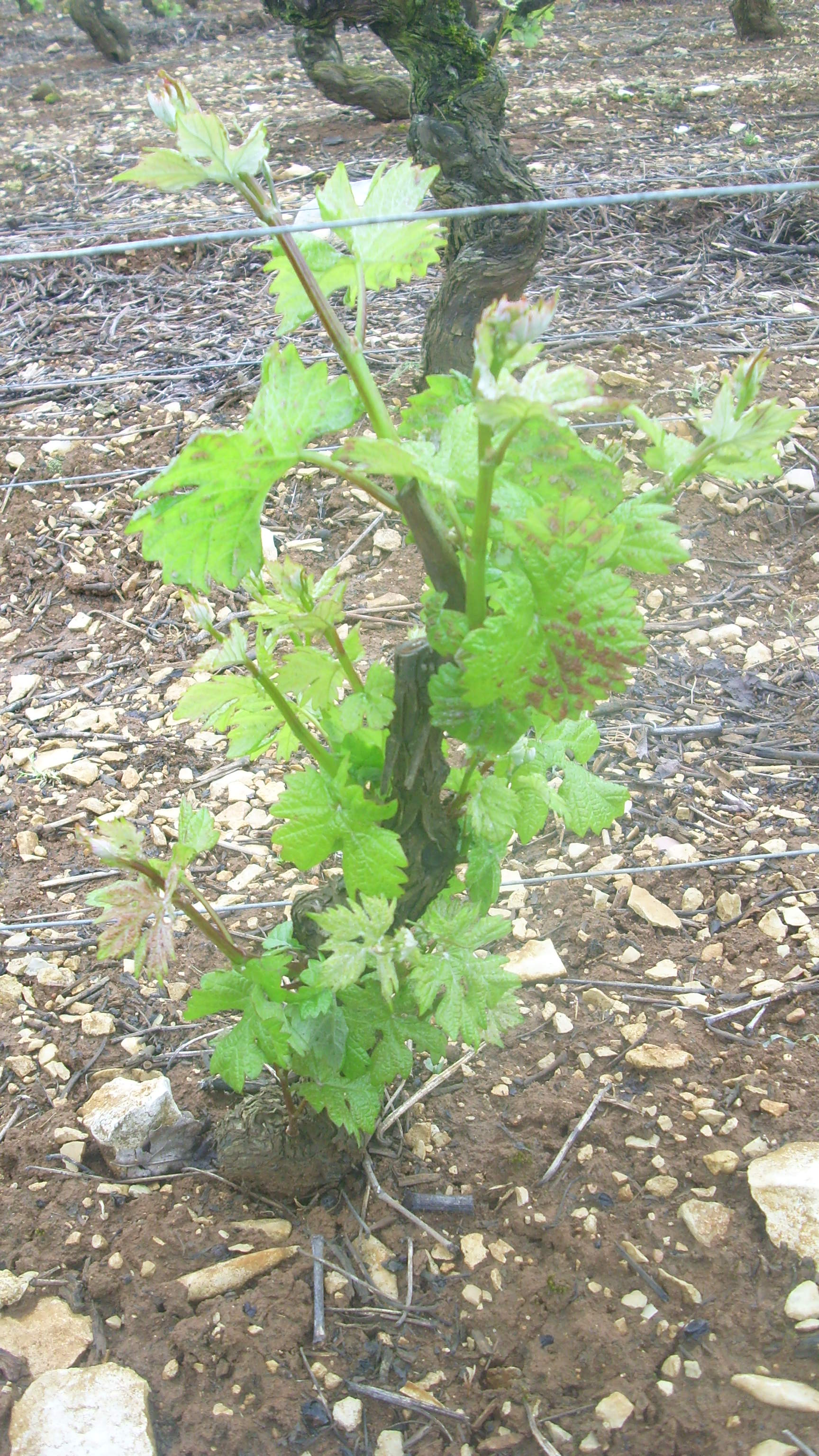
Crecen los pámpanos.
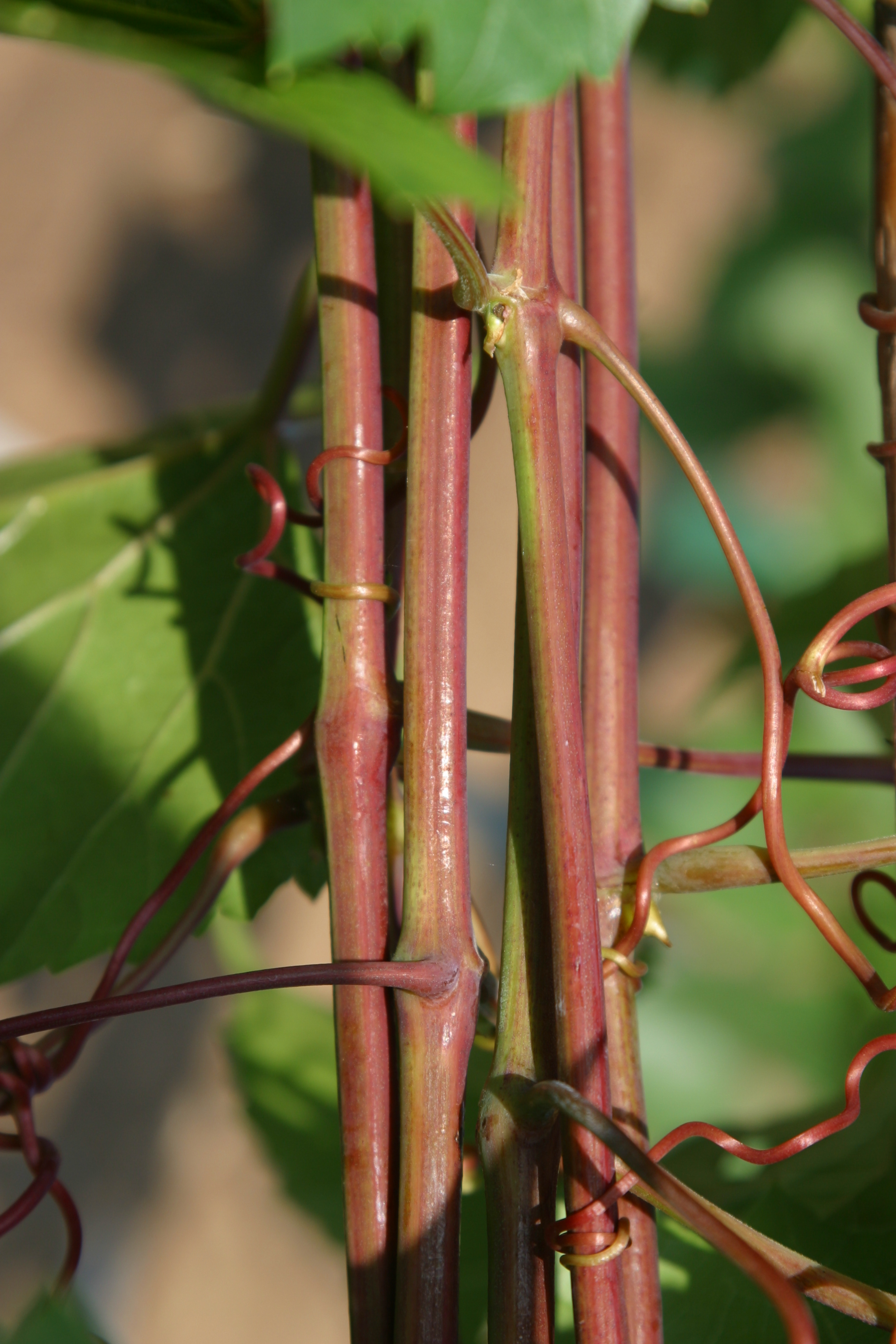
Verano: empieza el agostamiento de los pámpanos.
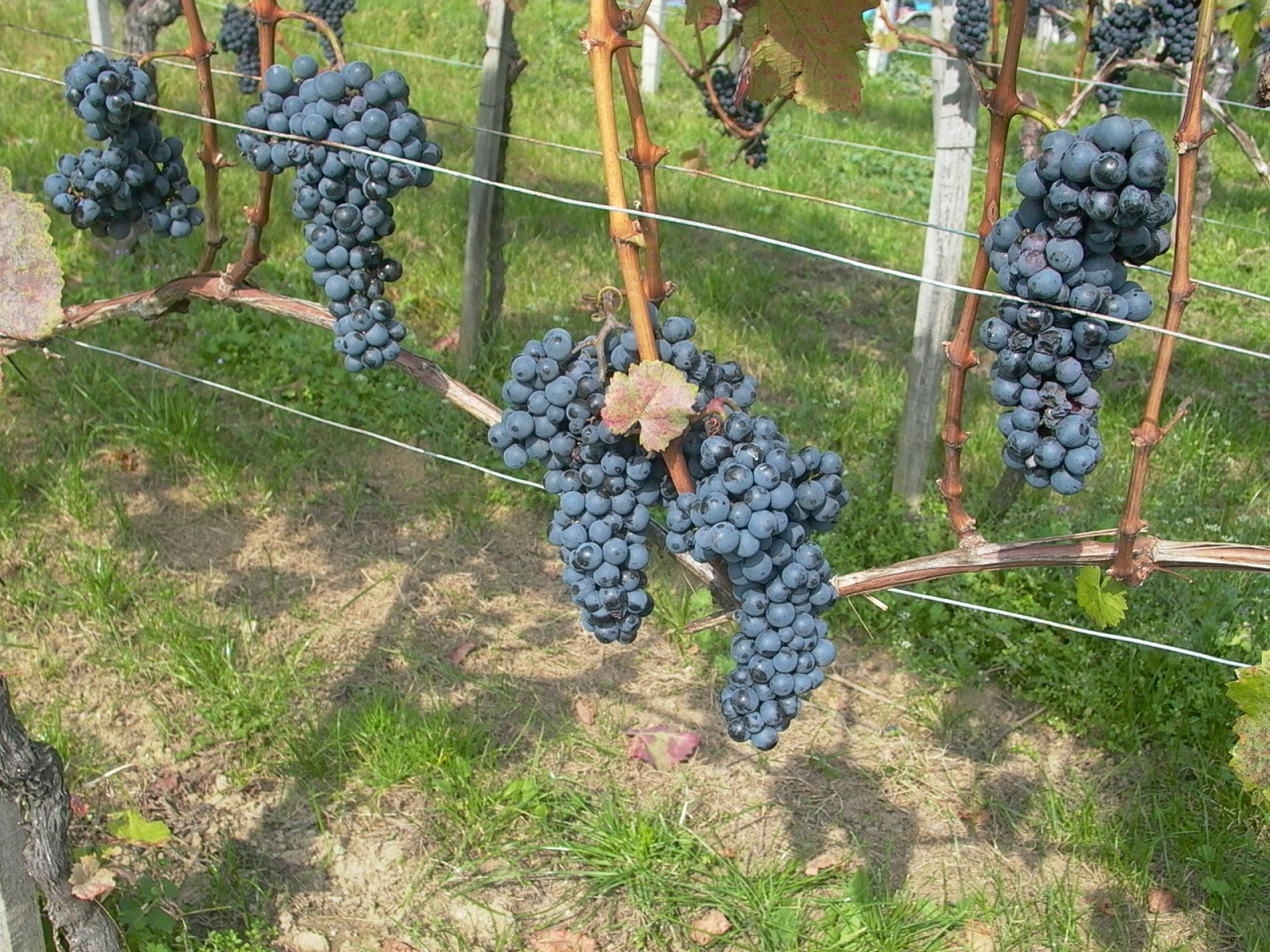
Pámpanos agostados, o sarmientos, con uvas ya maduras y listas para la vendimia.
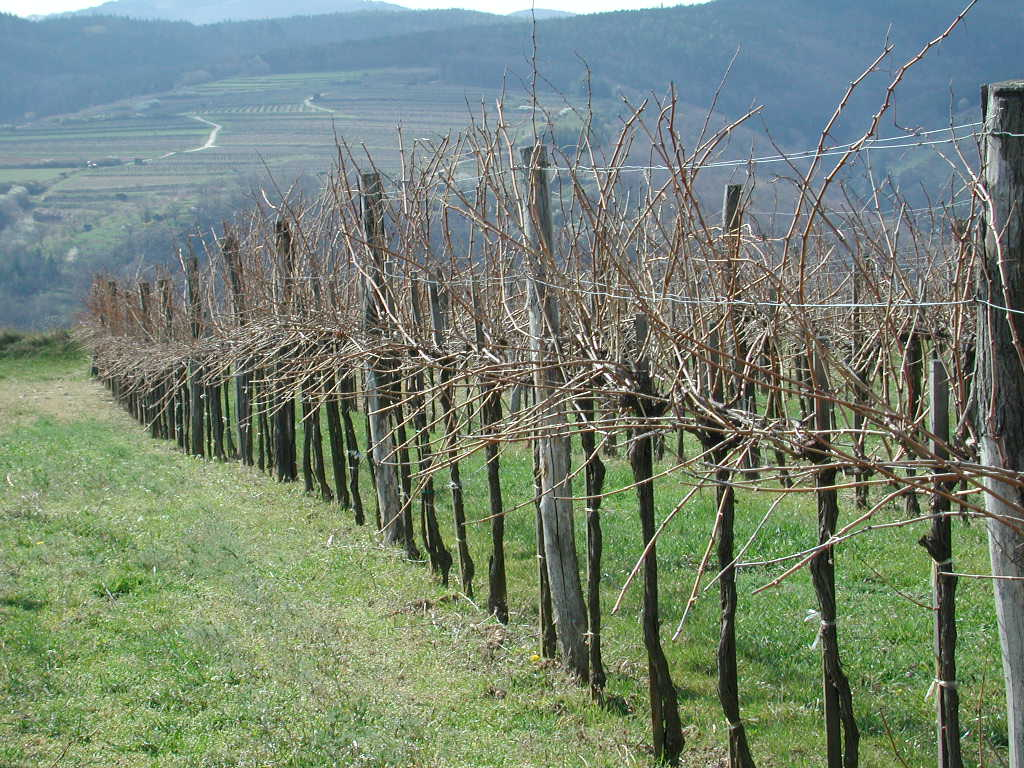
Vides en invierno, con sarmientos sin podar.
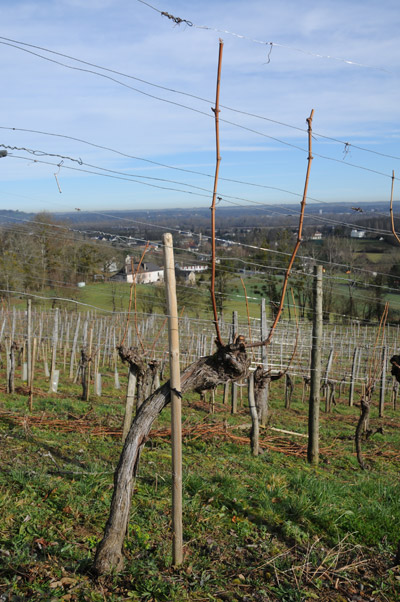
Invierno: sarmientos podados en Guyot doble, con dos varas.
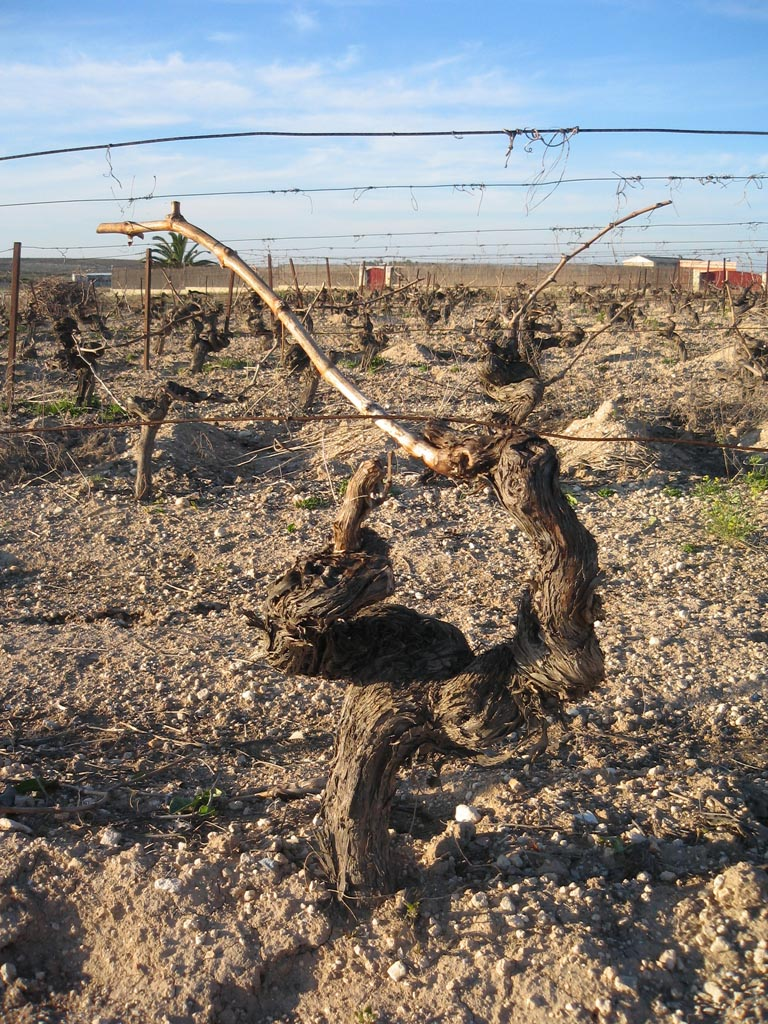
Sarmientos podados en Guyot simple, con una vara y un pulgar.
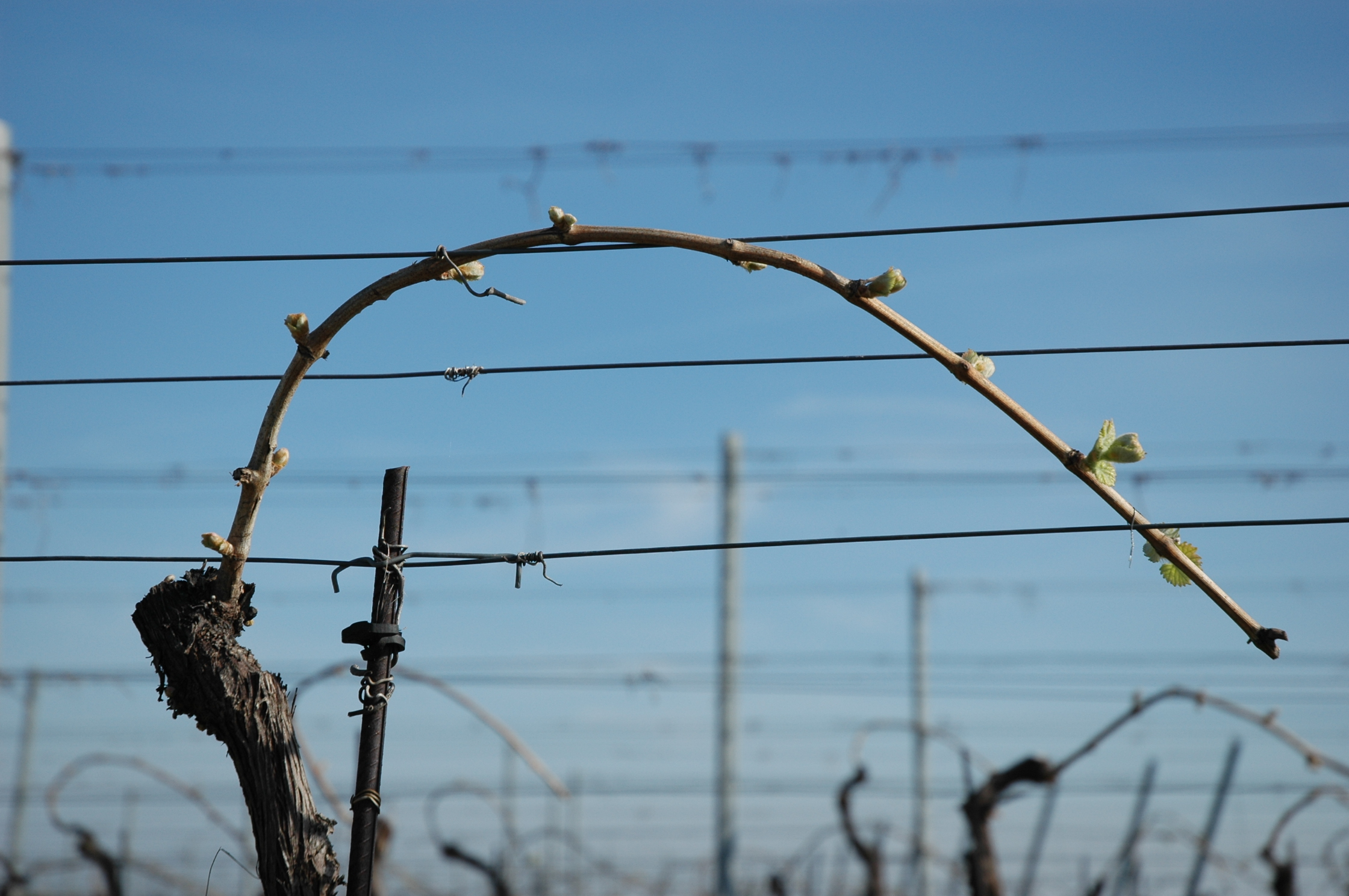
Primavera: el sarmiento del año anterior ya es una vara, o cargador, del que nacen los nuevos brotes.